# Ichneumon obtusicauda
Ichneumon obtusicauda är en stekelart som beskrevs av Heinrich 1965. Ichneumon obtusicauda ingår i släktet Ichneumon och familjen brokparasitsteklar. Inga underarter finns listade i Catalogue of Life.